# Свети Атанасий (Фурка)
Вижте пояснителната страница за други значения на Свети Атанасий.
„Свети Атанасий“ (на гръцки: Aγίου Aθανασίου) е късносредновековна православна църква, разположена в село Фурка на полуостров Касандра.

## Местоположение
Църквата е разположена на левия бряг на рекичката, която идва от Касандрино. Функционира като гробищен храм на селото, макар първоначалното му предназначение да е неясно.

## История
В зидарията на храма има сполии - мраморни архитектурни елементи от раннохристиянска църква от V – VI век. От същия храм са двата мраморни елемента пред входа на църквата. На един от повторно използваните елементи се чете надпис ΥΠΕΡ ΕΥΧΗΣ ΒΙΝΚΕΝΤΙΟΥ, като този Викентий вероятно е ктитор на раннохристиянската църква. В зидарията са използвани и езически надгробни стели, една от които на Ликиния, дъщерята на някой си Ликиний от III век.
Раннохристиянската църква вероятно е била разположена на мястото на днешната. Църквата е гробищен храм и датира от XVI век или около 1600 година. В 1821 година е опожарена по време на Халкидическото въстание и вероятно в 1830 година е възстановена.
В 1981 година църквата е обявена за паметник на културата.

## Стенописи
Църквата е един от седемте храма на Халкидика, в които има запазени стенописи от преди 1821 година заедно със „Света Богородица Мавруца“ във Фурка (XVI век), „Света Богородица Пластариотиса“ (1619), „Света Богородица Фанеромени“ в Неа Скиони (XVI век), „Света Троица“ в Касандрино (XVII век), „Успение Богородично“ в Никити (XVI век) и църквата „Света Троциа“ на метоха на манастира „Света Анастасия Узорешителница“.
Първоначално вероятно целият наос е бил изписан, но опожаряването и последвалото изоставяне на поддръжката довежда до лошото състояние на стенописите днес. Днес са запазени само няколко фрагменти от стенописи на северната стена и цялата сцена „Успение Богородично“ на западната. Характерно за това изображение е движението на апостолите върху облаци, за да пристигнат навреме и да присъстват на погребението на Дева Мария. Въз основа на стилистичните характеристики на запазените стенописи те се датират в началото на XVII век и са дело на зограф, повлиян от Критската школа.